# Lijst van bisschoppen van Toul

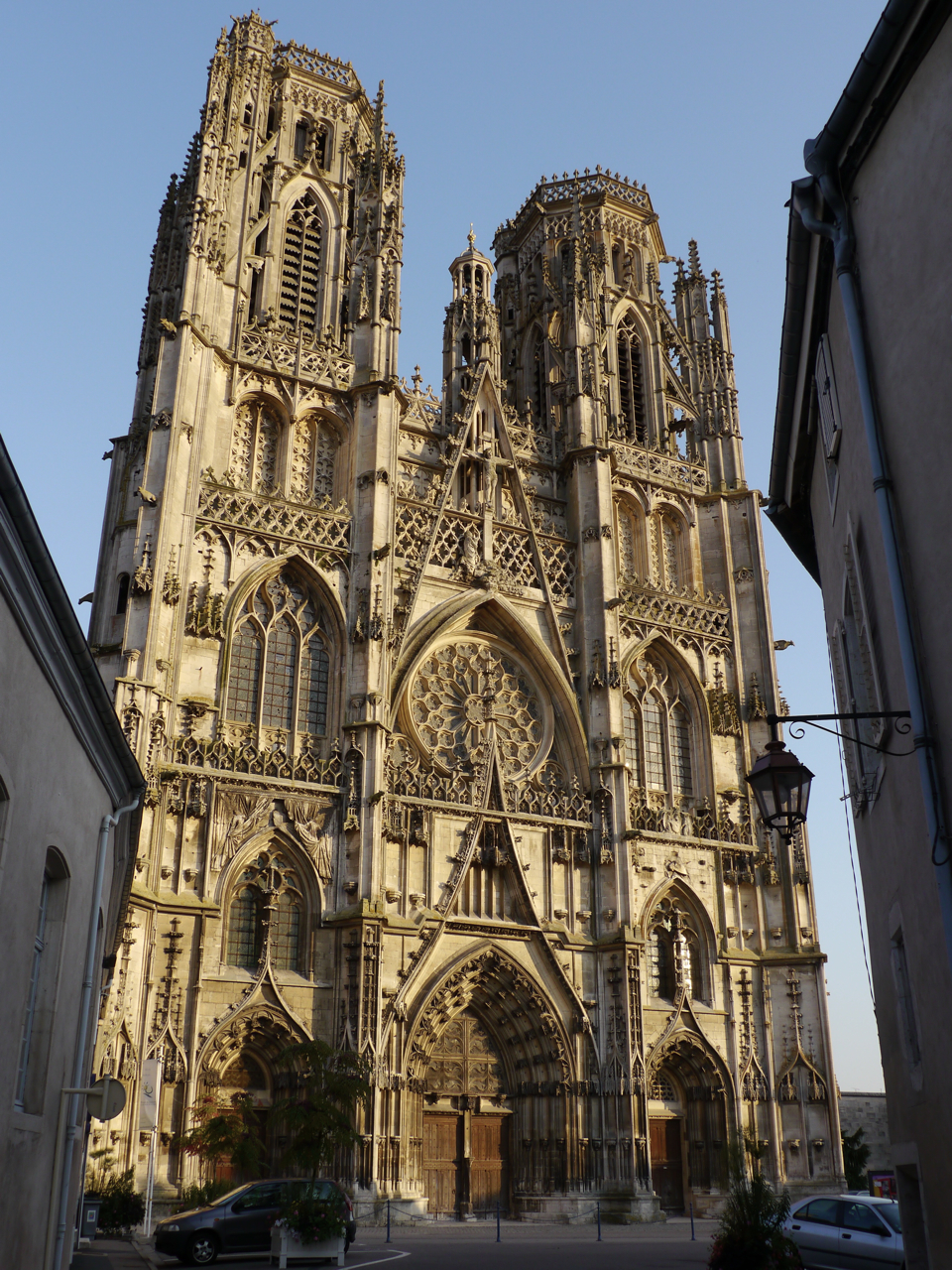
Kathedraal van Toul

Dit is een lijst van bisschoppen van Toul in Lotharingen.  Vóór de Franse annexatie waren zij ook prins-bisschop van het Heilige Roomse Rijk (zie ook Trois-Évêchés).

## Bisschoppen
- Mansuetus 338–375
- Amon ca. 400?
- Alchas ca. 423?
- Gelsimus ca. 455?
- Auspicius ca. 478?
- Ursus ab 490
- Aper 500–507
- Aladius 508–525?
- Trifsorich 525–532
- Dulcitius 532?–549
- Alodius ab 549
- Premon
- Antimund
- Eudolius ab 602
- Theofried 640–653
- Bodo ca. 660
- Eborinus ab 664
- Leudinus 667?–669
- Adeotatus 679–680
- Ermentheus ca. 690?
- Magnald ca. 695?
- Dodo ca. 705
- Griboald 706–739?
- Godo 739?–756
- Jacob 756–767
- Borno 775–794
- Wannich 794?–813
- Frotharius (Frodhar) 814–846
- Arnulf 847–871
- Arnald of Arnwalt 872–894
- Ludhelm 895–905
- Drogo 907–922

## Prins-bisschoppen
- Gosselinus 922–962, Sint-Gosselin, eerste graaf-bisschop of prins-bisschop
- Gerard I 963–994, Sint-Gerhard
- Stefaan van Lunéville 994–995
- Robert 995–996
- Berthold 996–1019
- Herman 1020–1026
- Bruno van Egisheim 1026–1051, de latere paus Leo IX
- Odo 1052–1069, of Udo, zoon van Ricuin van Lotharingen
- Poppo 1070–1107
- Richwin van Commercy 1108–1126
  - Koenraad I (van Schwarzburg) 1118–1124 (tegenbisschop)
- Hendrik I van Lotharingen 1127–1167
- Peter van Brizey (of Brixei) 1168–1192
- Otto (Eudes) I van Vaudemont 1192–1197
- Matthias van Lotharingen 1197–1206
- Reinald van Chantilly 1210–1217
- Gerhard II 1218–1219, graaf van Vaudemont (elect)
- Otto (Eudes) II van Sorcy 1219–1228
- Garinus 1228–1230
- Rogier (Rudgar) van Marcey 1231–1251
- Aegidius (Gilles) van Sorcy 1253–1271
- Koenraad II Probus (van Tübingen) 1272–1296
- Johan I (van Sierck) 1296–1305  (1288-1296: bisschop van Utrecht)
- Vito Venosa (Guido de Pernes) 1305–1306
- Otto (Eudes) III (van Grandson)  1306–1308 (1307-1309: bisschop van Bazel)
- Otto (Eudes) IV (Giacomo Ottone Colonna) 1308–1309
- Johan II (van Arzillières) 1309–1320
- Amadeus III van Genève-Toul 1320–1330
- Thomas van Bourlemont 1330–1353
- Bertram (Bertrand) van La Tour 1353–1361
- Peter II (Pietro di la Barreria/Pierre de la Barrière) 1361–1363
- Johan III (van Hoei/van Hoya) 1363–1372
- Johan IV (van Neuenburg/van Neuchâtel) 1373–1384 (opnieuw administrator)
- Sewin (Savin) van Floxence 1384–1398
- Filips II van Ville-sur-Illon 1399–1409
- Hendrik II van Ville-sur-Illon 1409–1436, broer van Filips II
- Lodewijk van Haraucourt 1437–1449 (1430-1437/1449-1456: bisschop van Verdun)
- Willem Fillastre  1449–1460  (1437-1449: bisschop van Verdun)
- Johan V (Chevrot) 1460 (1437-1460: bisschop van Doornik)
- Anton I van Neuenburg (Neuchâtel) 1461–1495
- Ulrich I van Salm-Blankenberg|Blankenburg 1495–1506
- Hugo van Hazards (Hugh des Hazards) 1506–1517
- Johan VI (van Lotharingen) 1517–1524 (1523-1544: bisschop van Verdun; 1505-1550: bisschop van Metz)
- Hector van Ailly-Rochefort 1526–1532
- Johan VI (van Lotharingen) (tweede termijn) 1532–1537
- Anton II van Pelegrin/Pellagrin 1537–1542
- Johan VI (van Lotharingen) (derde termijn) 1542–1543

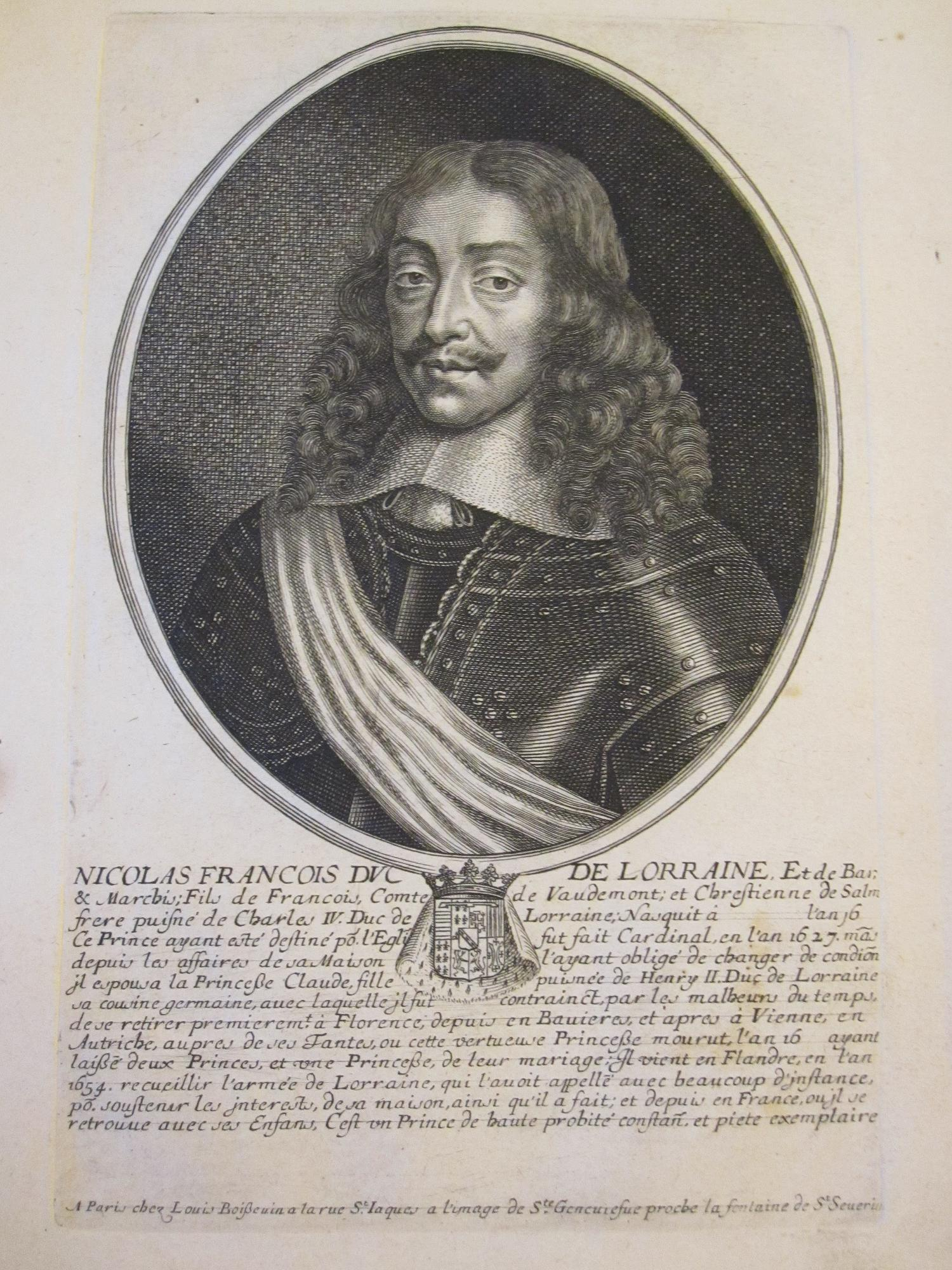
Nicolaas II Frans, kardinaal, hertog van Lotharingen

- Toussaint van Hocedy/Hossey 1543–1565
- Peter III van Lotharingen-Châtelet 1565–1580 (1584-1587: bisschop van Verdun)
- Karel van Lotharingen-Vaudémont (Mercoeur) 1580–1587 (1585-1587ː bisschop van Verdun)
- Christopher van la Vallée 1589–1607
- Johan VII (Porcelets) 1607–1624
- Nicolaas II (van Lotharingen) 1624–1634
- Karel Christiaan (Charles-Chrétien) van Gournay 1634–1637
- Paolo Fiesco (Fieschi, Fiesque) 1643–1645
- Jacques Lebret 1645
- (vacant 1645-1656)

## 1648ː Toul definitief in Franse handenː prins-bisschop als eretitel
- André du Saussay 1655-1675, bisschop van Toul met als eretitel prins-bisschop van Toul
- Jacques de Fieux 1676-1687
- Henri-Pons de Thiard de Bissy 1687-1704, was tevoren bisschop van Meaux, 1704–1737
- François Blouet de Camilly 1706-1723
- Scipion-Jérôme Begon 1723-1753
- Claude Drouâs de Boussey 1754-1773
- Etienne François Xavier des Michels de Champorcin 1773-1802, de laatste (prins-)bisschop van Toul